# Mo Yan
Mo Yan (Gaomi, pokrajina Shandong, Kina, 17. veljače 1955.), kineski pisac, dobitnik Nobelove nagrade za književnost 2012.

## Životopis
Rođen u seoskoj zemljoradničkoj obitelji u pokrajini Shandong na istoku Kine. Nakon nekoliko godina školovanja, s 11 godina počinje raditi kao stočar i tvornički radnik. Kao mladić pristupa vojsci, gdje prepoznaju njegov književni talent te počinje studirati književnost. Prvu pripovijetku objavljuje 1981., a međunarodnu slavu stječe romanom Crvena raž, po kojem je snimljen istoimeni film. Riječ je o povijesno-romantičnoj priči iz japansko-kineskog rata. Iako je kritičan prema kineskom društvu, u domovini ga cijene kao jednog od vodećih autora. Oženjen je, i otac jedne kćeri.
U počecima piše u literarnim okvirima koje je zadao vladajući kineski režim. Vremenom oblikuje vlastiti, neovisni književni izraz. Djelo mu je bogato elementima magijskog realizma. Poseže za građom iz pučkih priča, kineske usmene predaje i starije književnosti, koju kombinira sa suvremenim društvenim temama. Literarni svijet Mo Yana uspoređuju s onima Williama Faulknera i Gabriela Garcije Marqueza. Na zapadu ga interpretiraju kao kineski odgovor na Franza Kafku i Josepha Hellera. 

## Djela (nepotpun popis)
- Prozirna rotkvica (Touming de hong luobo, 1986.), pripovijetka
- Crvena raž (Hong gaoliang, 1986), objavljeno 1987.
- Balade o češnjaku (Tiantang suantai zhi ge, 1988)
- Vinska republika (Jiuguo, 1992)
- Velike grudi i široki bokovi (Fengru feitun, 1996)
- Shifu, sve ćeš učiniti za smijeh (Shifu yuelai yue youmo, 2000), zbirka priča
- Žabe (Wa, 2009), roman[2]